# Direcția pentru Evidența Persoanelor și Administrarea Bazelor de Date
Direcția pentru Evidența Persoanelor și Administrarea Bazelor de Date este un organ de specialitate al administrației publice centrale, care funcționează în cadrul Ministerului Afacerilor Interne, fiind înființat în 2009, prin desființarea Inspectoratului Național pentru Evidența Persoanelor, în conformitate cu prevederile Legii nr. 329/2009 privind reorganizarea unor autoritati si institutii publice, rationalizarea cheltuielilor publice, sustinerea mediului de afaceri si respectarea acordurilor-cadru cu Comisia Europeana si Fondul Monetar International, și a hotărârii de guvern nr. 1367/2009 privind înființarea, organizarea și funcționarea Direcției pentru Evidența Persoanelor și Administrarea Bazelor de Date.
Evidența cetățenilor români cu domiciliul în țară se ține după principiul locului de domiciliu al acestora, iar al cetățenilor români cu domiciliul în străinătate după principiul ultimului domiciliu avut în țară și după reședința declarată în România.
Organizarea, coordonarea și controlul activității de evidență a persoanelor, realizată la nivelul întregii țări, sunt atribuții, stabilite prin lege, ale Inspectoratului Național pentru Evidența Persoanelor.

## Istoric

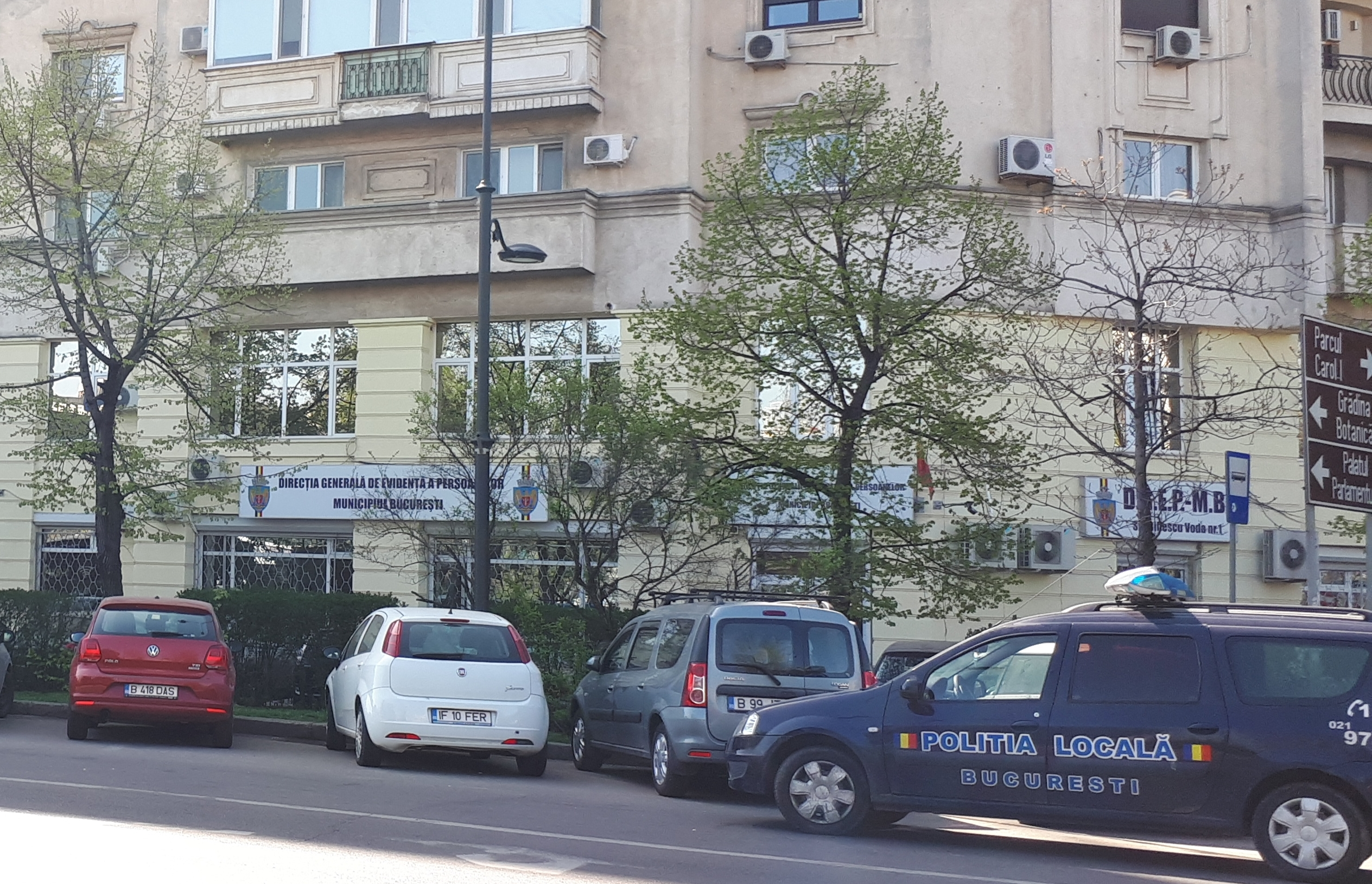
În București

În România, evidența persoanelor a luat ființă în anul 1949, prin înscrierea în evidența a tuturor locuitorilor țării și eliberarea actelor de identitate tuturor românilor care au împlinit vârsta de 15 ani.
Înscrierea în evidența persoanelor s-a realizat prin întocmirea unor fișe personale care au constituit evidența locală și centrală, datele înscrise în aceste fișe fiind actualizate, în sistem manual, ca urmare a modificărilor intervenite în statutul civil al cetățenilor, în cazul schimbării domiciliului ori al eliberării unui nou act de identitate.
În anul 1990, s-a impus ca o necesitate modernizarea evidenței persoanelor, astfel încât a fost reglementată și s-a realizat, prin preluarea în sistem informatic a datelor existente în fișele de evidență locală manuală, înființarea Registrului Național de Evidența a Persoanelor ca principala parte componentă a Sistemului National Informatic de Evidență a Populației.
Registrul Național de Evidență a Persoanelor reprezintă ansamblul datelor cu caracter personal ale cetățenilor români rezultate în urma procesării automate, într-o concepție unitară, în scopul cunoașterii numărului, structurii și mișcării populației pe teritoriul țării.
Acesta funcționează în sistem deschis servind ca suport unic pentru furnizarea de date, în condțiile legii, pentru toate sistemele informatice care prelucrează date nominale privind persoana fizică.
Cele două sisteme, manual și informatic, au funcționat în paralel, până în anul 2000, când evidența manuală a devenit o arhivă activă, pentru istoricul datelor cetățenilor români.

## Organizare
Structuri teritoriale
- Serviciul evidența persoanelor, care este constituit din următoarele structuri:

1. compartimentul regim evidență;

2. compartimentul ghișeu unic;
- Serviciul stare civilă, care este constituit din următoarele structuri:

1. compartimentul regim stare civilă;

2. compartimentul mențiuni stare civilă;